# Кюка-Парк (Нью-Йорк)
Кюка-Парк (англ. Keuka Park) — переписна місцевість (CDP) в США, в окрузі Єйтс штату Нью-Йорк. Населення — 1130 осіб (2020).

## Географія
Кюка-Парк розташована за координатами 42°36′46″ пн. ш. 77°5′30″ зх. д. / 42.61278° пн. ш. 77.09167° зх. д. (42.612792, -77.091664).  За даними Бюро перепису населення США в 2010 році переписна місцевість мала площу 3,20 км², з яких 1,76 км² — суходіл та 1,45 км² — водойми.

## Демографія
Згідно з переписом 2010 року, у переписній місцевості мешкало 1137 осіб у 172 домогосподарствах у складі 86 родин. Густота населення становила 355 осіб/км².  Було 244 помешкання (76/км²).
Расовий склад населення:
| - 93,5 % — білих - 3,6 % — чорних або афроамериканців - 0,6 % — корінних американців - 0,4 % — азіатів - 1,0 % — осіб інших рас |

До двох чи більше рас належало 1,0 %. Частка іспаномовних становила 2,6 % від усіх жителів.
За віковим діапазоном населення розподілялося таким чином: 2,9 % — особи молодші 18 років, 89,7 % — особи у віці 18—64 років, 7,4 % — особи у віці 65 років та старші. Медіана віку мешканця становила 21,3 року. На 100 осіб жіночої статі у переписній місцевості припадало 50,6 чоловіків;  на 100 жінок у віці від 18 років та старших — 50,0 чоловіків також старших 18 років.
Середній дохід на одне домашнє господарство  становив 32 256 доларів США (медіана — 30 278), а середній дохід на одну сім'ю — 36 628 доларів (медіана — 32 500). 
Цивільне працевлаштоване населення становило 401 особа. Основні галузі зайнятості: освіта, охорона здоров'я та соціальна допомога — 38,7 %, мистецтво, розваги та відпочинок — 31,4 %, роздрібна торгівля — 24,4 %.